# Матера
Матера (італ. Matera, на місцевому діалекті Матар) — місто та муніципалітет в Італії, у регіоні Базиліката, столиця провінції Матера. Місто під патронатом ЮНЕСКО відоме через свої «сассі» (іт. каміння, скелі) — стара частина міста являє собою печери і монастир, видовбані у скелі.
Матера розміщена на відстані близько 370 км на схід від Рима, 70 км на схід від Потенци.
Населення — 60 524 особи (2014).

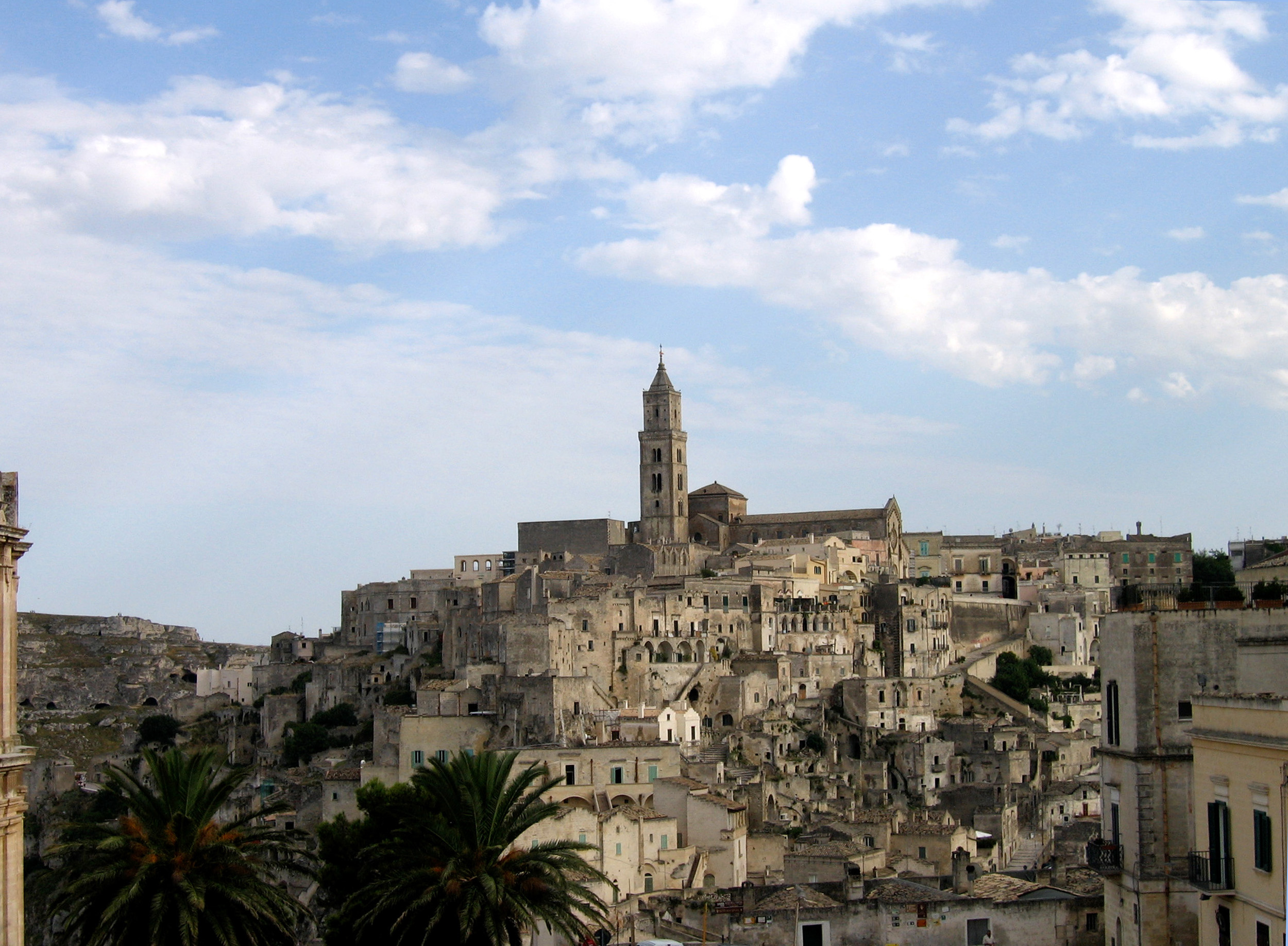

Щорічний фестиваль відбувається 2 липня. Покровитель — Madonna della Bruna.
Матера стане культурною столицею Європи у 2019 році.

## Історія
Історичний центр Матери, що виріс серед скель на краю прірви, був населений щонайпізніше з епохи Неоліту. Деякі археологічні знахідки сягають віку десяти тисяч років, багато будинків було вже заселено в епоху бронзи. Перше згадка району під назвою «сассо» (камінь) з'явилася 1204 року.

## Демографія
Населення за роками:

Станом на 1 січня 2023 року в муніципалітеті офіційно проживало 3346 іноземців з 88 країн, серед них 711 громадян країн Євросоюзу та 113 громадян України.

## Клімат
| MATERA           | Місяці | Місяці | Місяці | Місяці | Місяці | Місяці | Місяці | Місяці | Місяці | Місяці | Місяці | Місяці | Пора | Пора | Пора | Пора | Рік  |
| MATERA           | Січ    | Лют    | Бер    | Кві    | Тра    | Чер    | Лип    | Сер    | Вер    | Жов    | Лис    | Гру    | Зим  | Вес  | Літ  | Осі  | Рік  |
| ---------------- | ------ | ------ | ------ | ------ | ------ | ------ | ------ | ------ | ------ | ------ | ------ | ------ | ---- | ---- | ---- | ---- | ---- |
| Темп. макс. (°C) | 9.1    | 10.2   | 12.8   | 17.1   | 21.9   | 27.2   | 30.5   | 31.3   | 26.7   | 20.3   | 15.1   | 11.6   | 10.3 | 17.3 | 29.7 | 20.7 | 19.5 |
| Темп. мін. (°C)  | 2.9    | 2.9    | 5.1    | 8.0    | 11.7   | 15.8   | 18.4   | 19.0   | 16.0   | 11.7   | 8.3    | 5.2    | 3.7  | 8.3  | 17.7 | 12   | 10.4 |

## Сусідні муніципалітети
- Альтамура
- Джиноза
- Гравіна-ін-Пулья
- Гроттоле
- Латерца
- Мільйоніко
- Монтескальйозо
- Сантерамо-ін-Колле

## Міста-побратими
- Віджевано, Італія
- Картахена, Колумбія
- Петра, Йорданія

## Галерея зображень

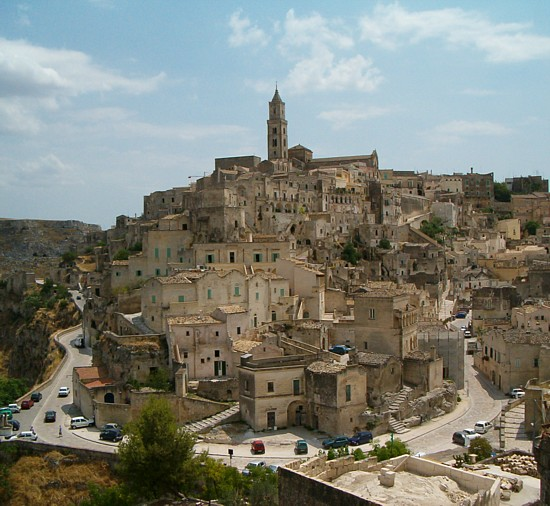
Sasso Barisano
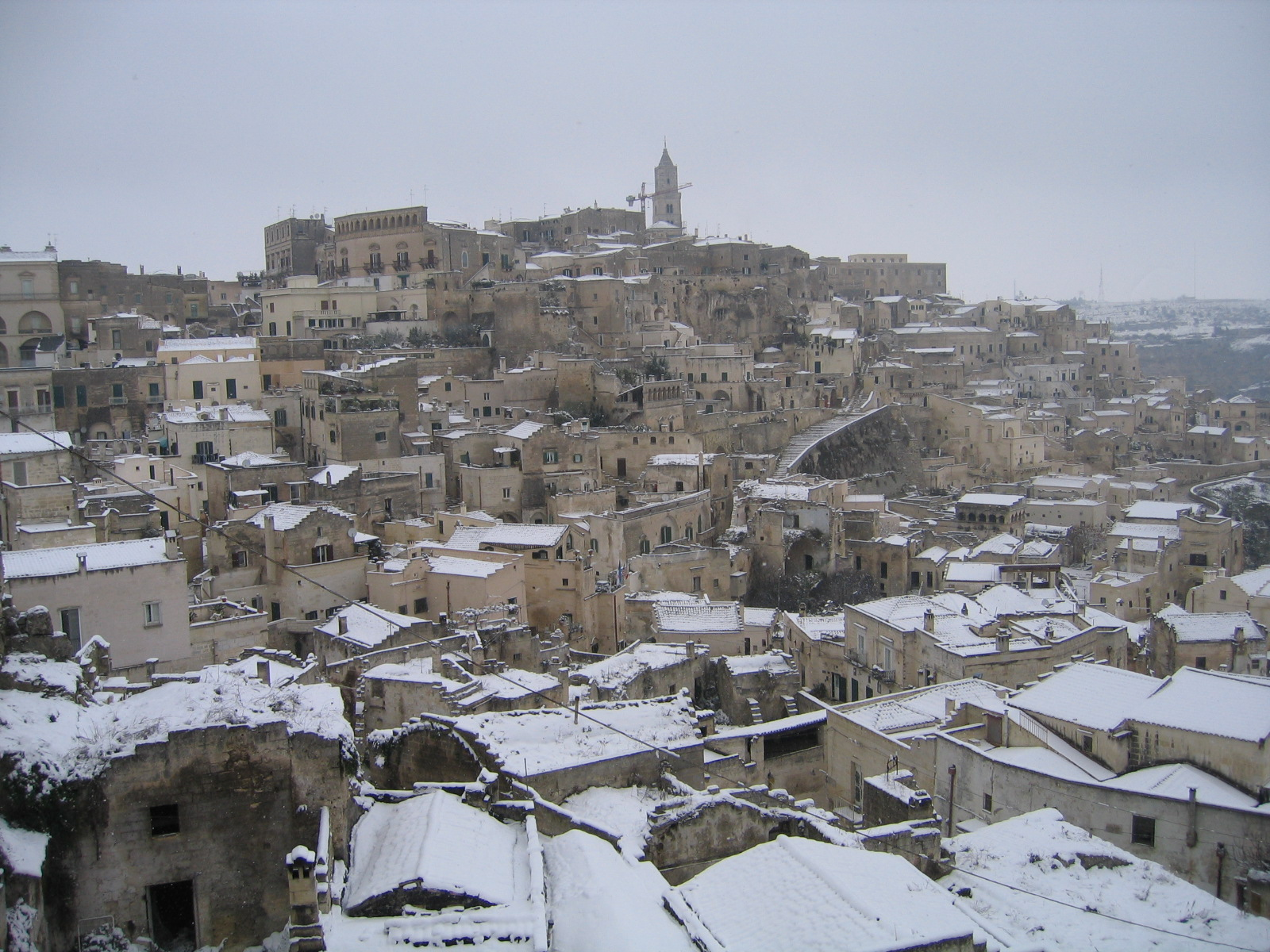
Sassi innevati
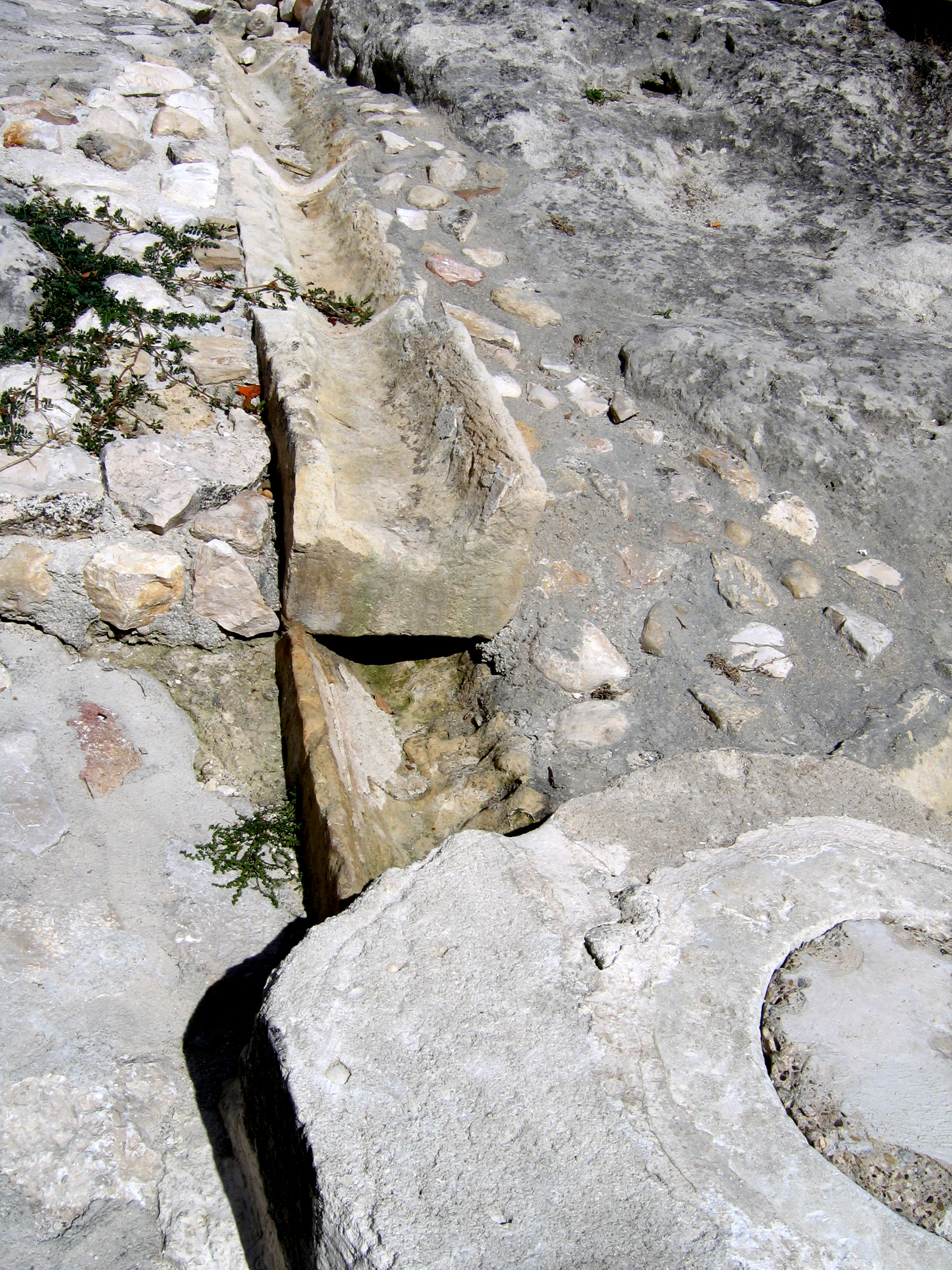
Recupero di acqua piovana
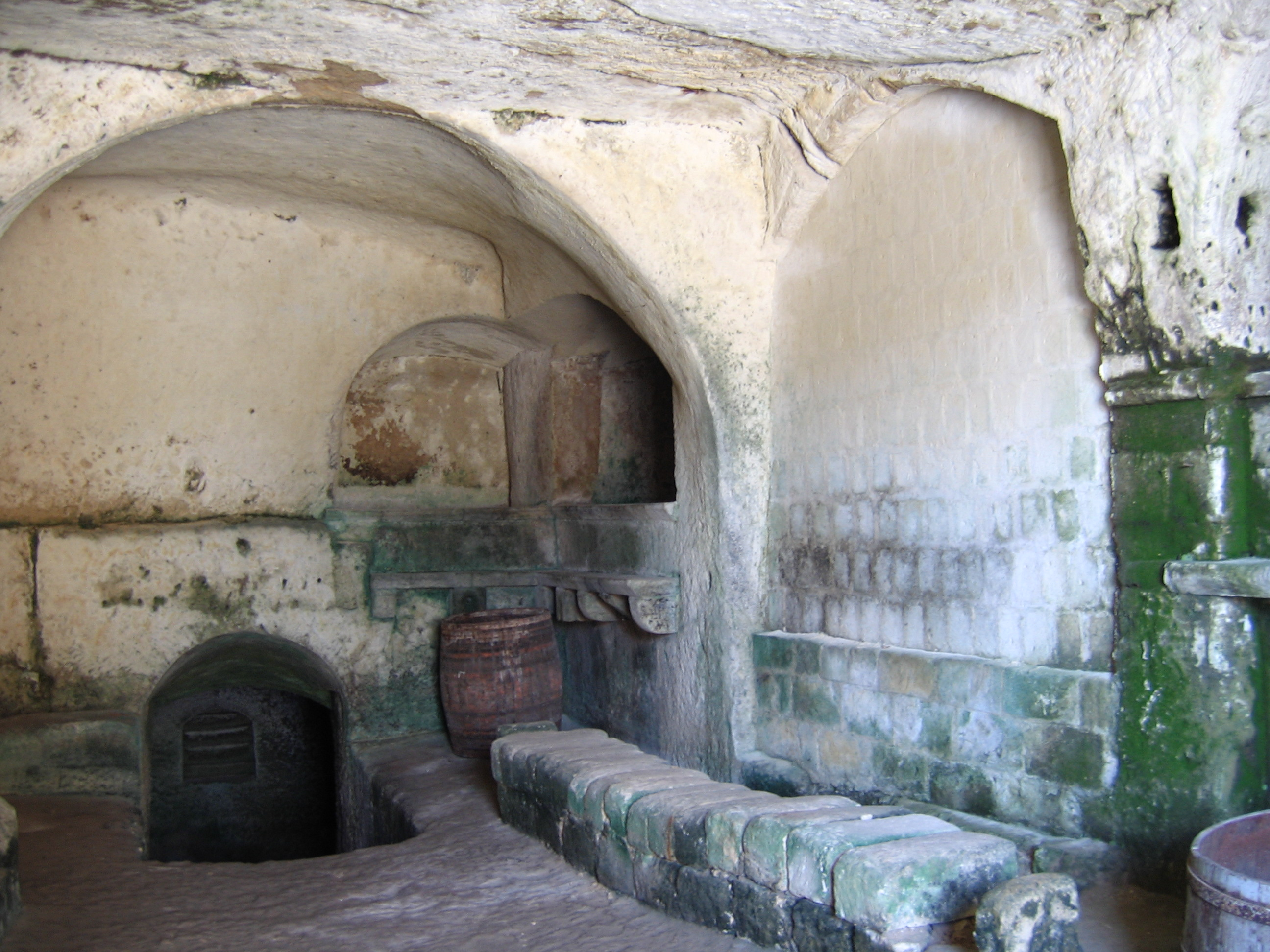
Interno con cisterna
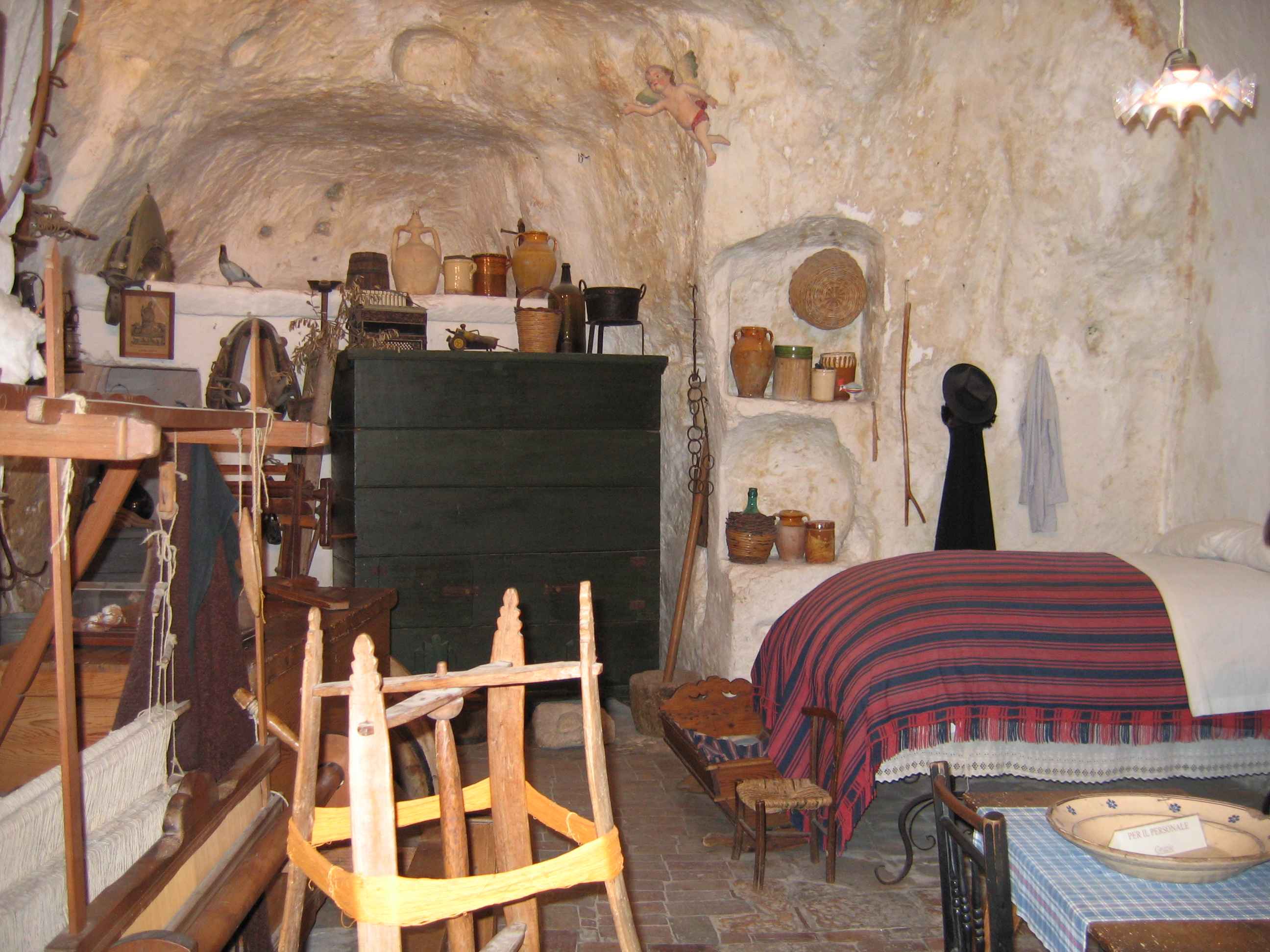
Interno ricostruito
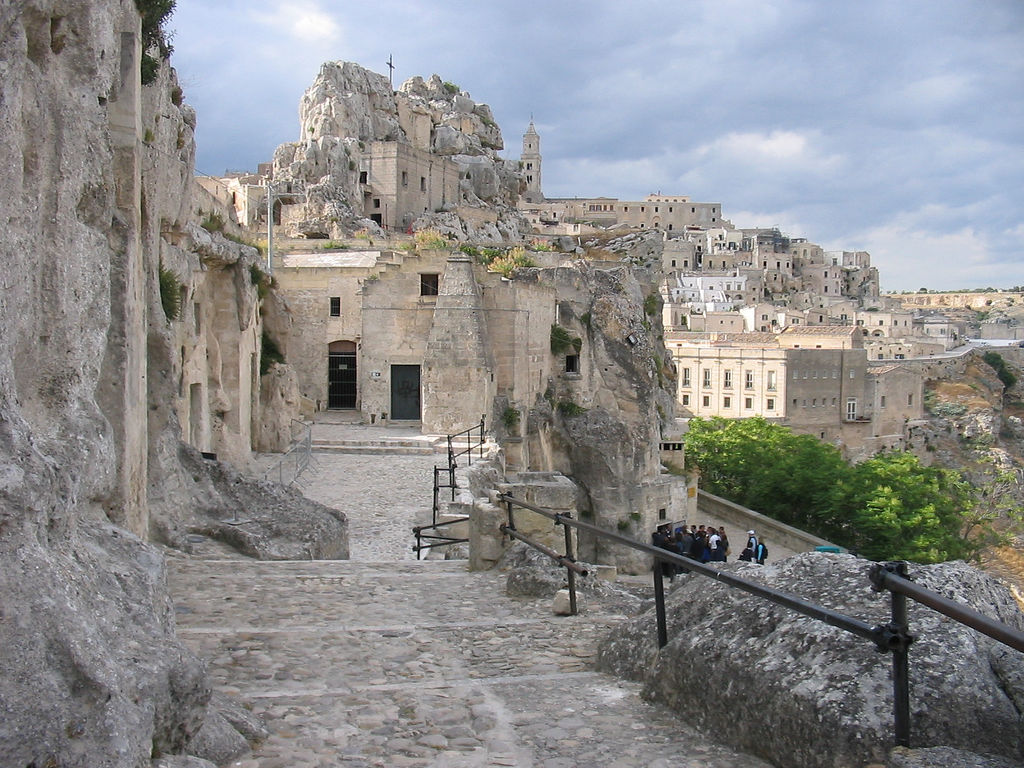
Vista dei Sassi
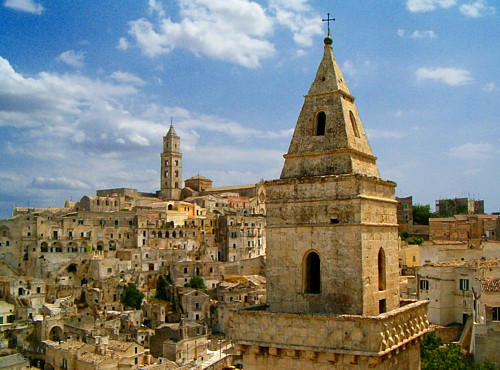
Altra vista dei Sassi
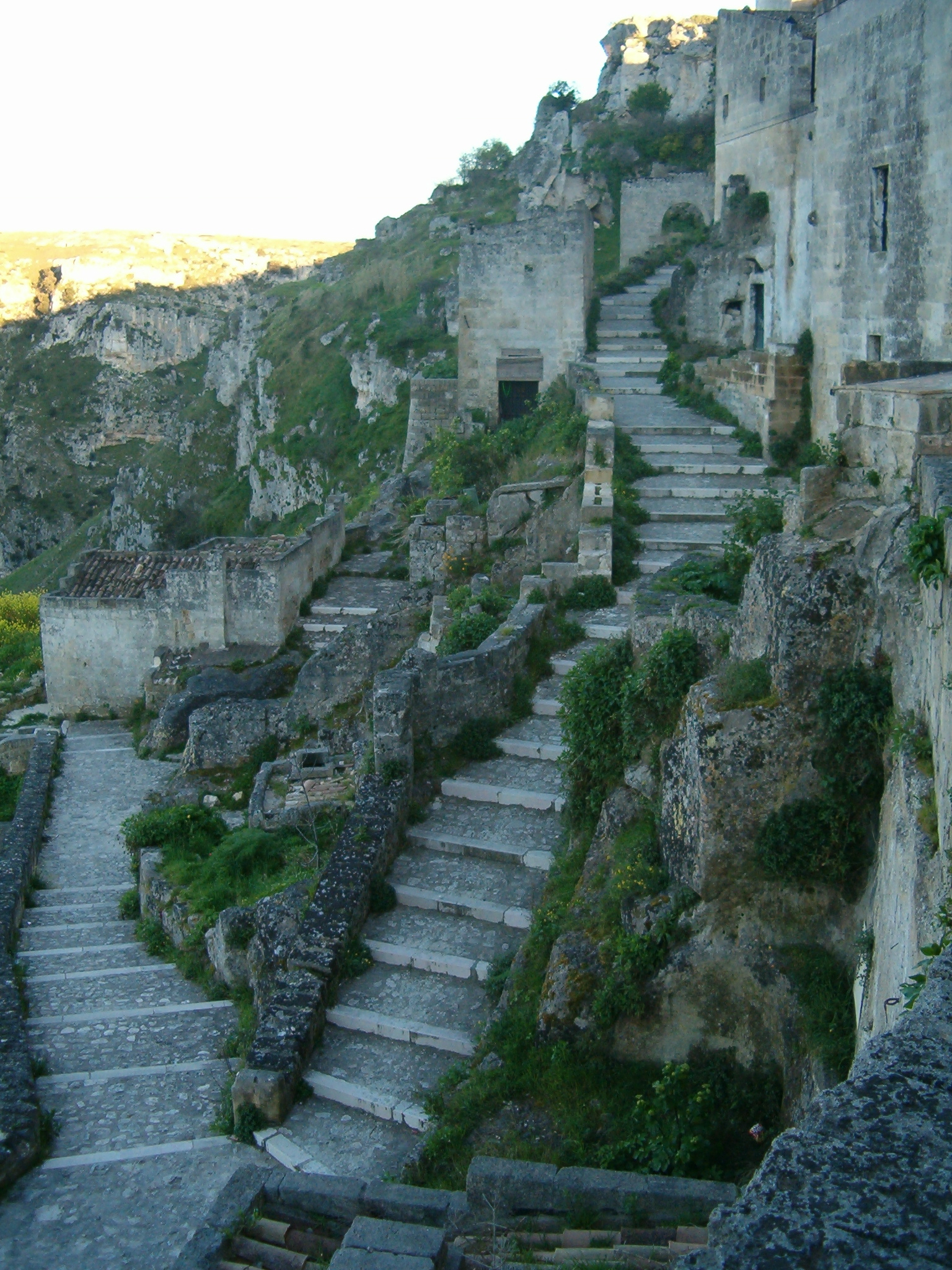
Scalinate
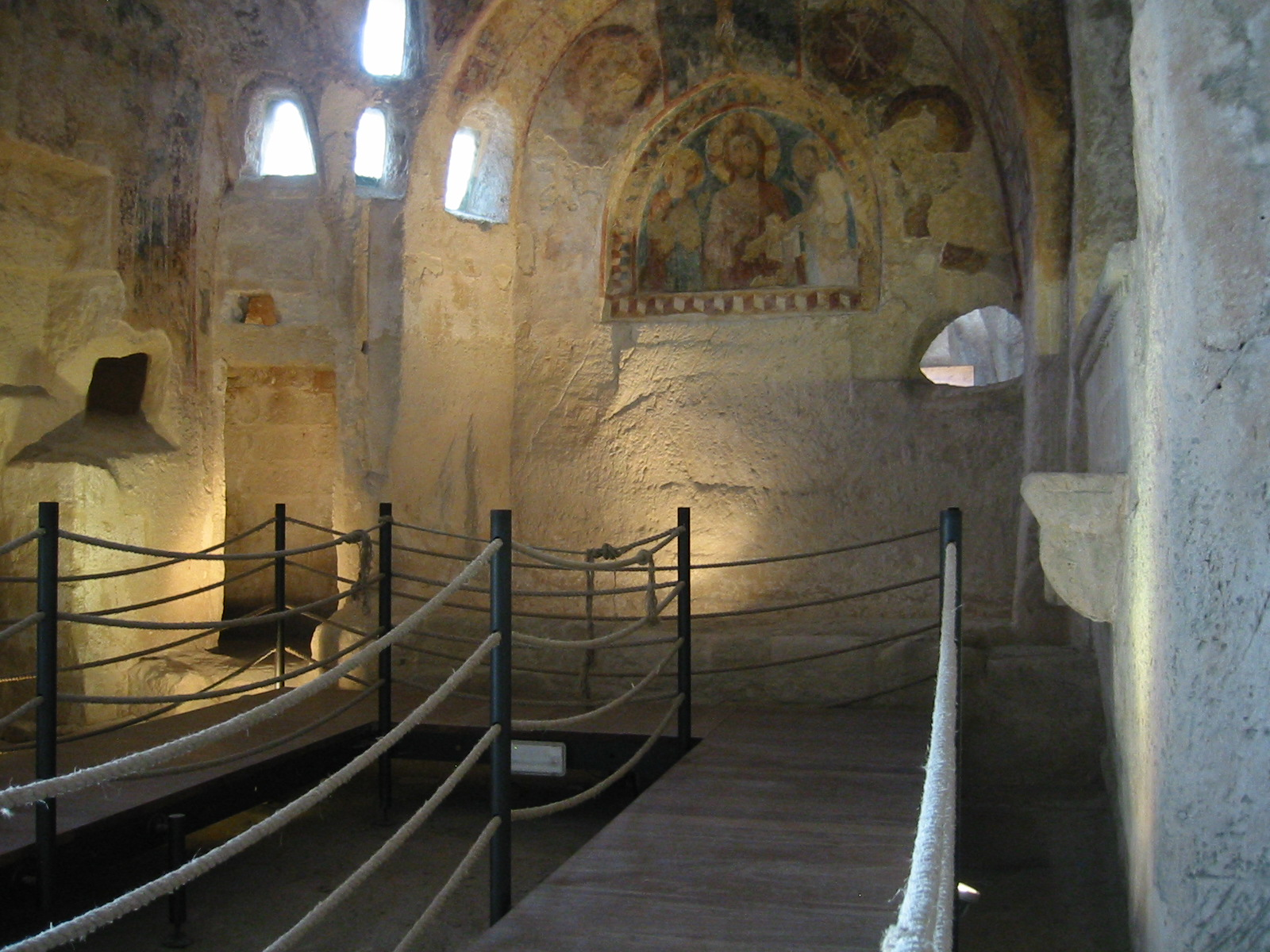
Chiesa rupestre
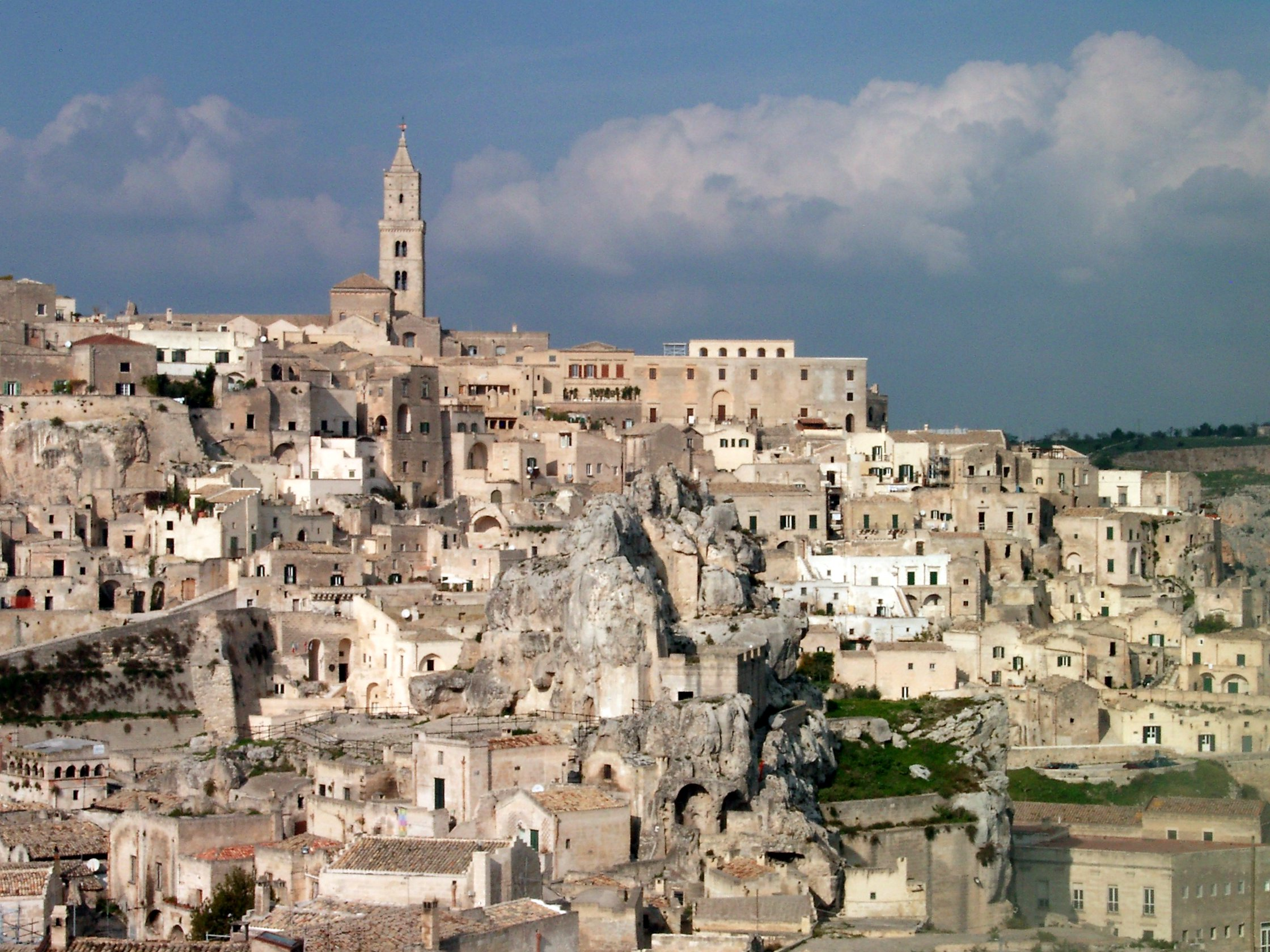
Madonna de Idris e Civita
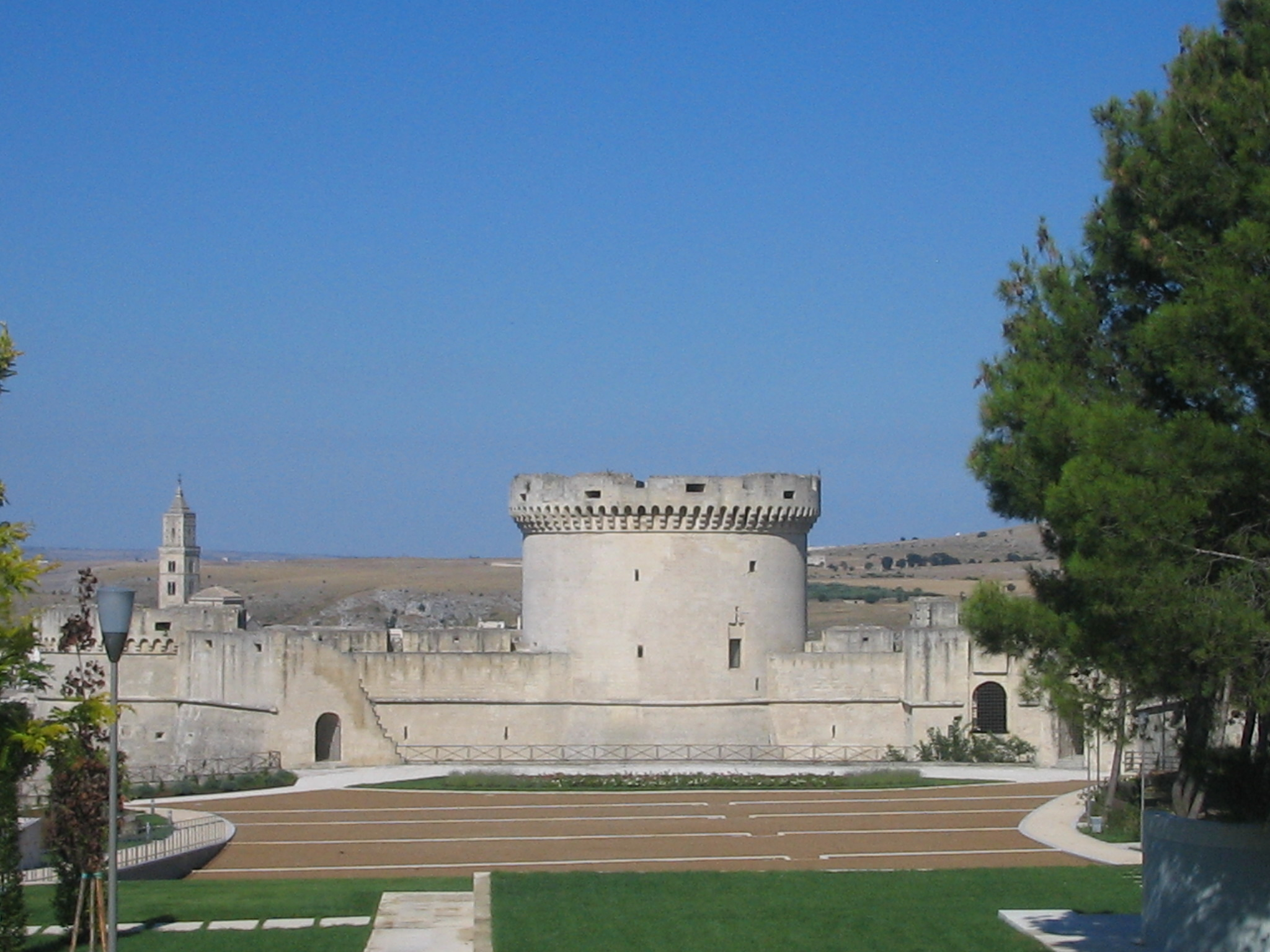
Castello Tramontano
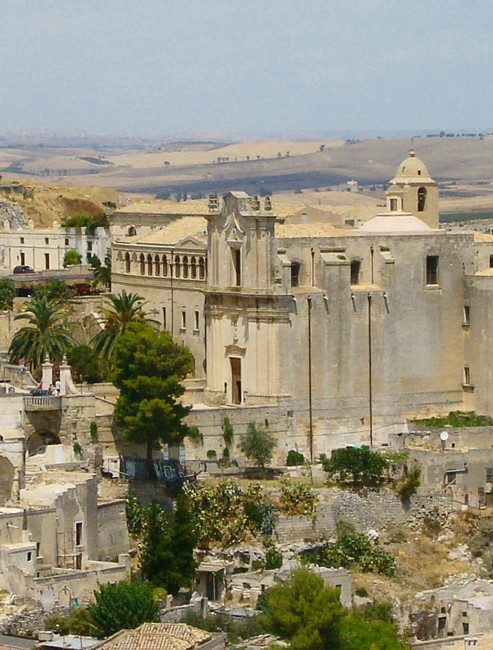
Chiesa di Sant'Agostino
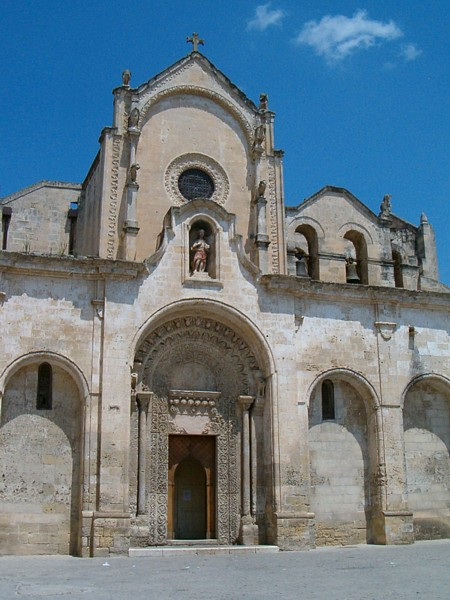
Chiesa San Giovanni Battista
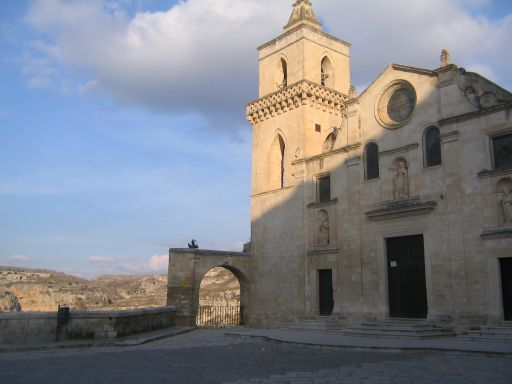
Chiesa San Pietro Caveoso

## Спорт
- Матерa